# Ciulinii Bărăganului (film)
Ciulinii Bărăganului (în franceză Les chardons du Baragan) este un film franco-român din 1958 regizat de Louis Daquin. Scenariul este scris de Louis Daquin, Antoine Tudal și Alexandru Struțeanu, pelicula fiind o ecranizare a romanului cu același nume al lui Panait Istrati. Filmul a fost inclus în cinemateca cinematografiei românești. A fost nominalizat la premiile Festivalului de la Cannes, secțiunea scenariu și dialog în 1958.

## Rezumat
Ciulinii Bărăganului se concentrează pe motive și obiceiuri ale satului românesc, în perioada răscoalelor de la începutul secolului al XX-lea. Povestea lui Matache începe odată cu venirea toamnei, când în Câmpia Bărăganului ciulinii smulși de vânt se lasă purtați pe drumuri și copiii pornesc în cursa ciulinilor. După obicei, copiii satului pleacă în lume să își înfrunte destinul. Matache va pleca, după aflarea veștii morții tatălui sau; în drumul său asistă la o scenă din Răscoala țăranilor de la 1907. Filmul se remarcă prin atmosfera exotică pe care o degajează și prin dialogurile deosebite.

## Distribuție
- Clody Bertola — Duduca, fiică de boier alungată de acasă pentru că s-a iubit cu fiul grăjdarului (menționată Clody Berthola)
- Marcel Anghelescu — Ursu, vătaful moșiei boierești
- Nicolae Tomazoglu — Marin, țăran sărac, tatăl lui Matache
- Ana Vlădescu — Tudorița, slujnică tânără de la curtea duducăi, iubita lui Tănase
- Ruxandra Ionescu — Stana, slujnică boierească, țiitoarea boierului
- Florin Piersic — Tănase, țăran sărac
- Mihai Berechet — boierul, proprietarul unei moșii din Bărăgan
- Eugenia Eftimie — Anica, mama lui Matache
- Iulian Necșulescu — Costache, meșter rotar, fratele Tudoriței (menționat Iulian Necsulescu)
- Constantin Țăpîrdea — Dragomir, țăranul sărac care cere cu împrumut doi saci de făină (menționat Constantin Tapirdea)
- Grigore Nagacevschi — țăran sărac
- Tudorel Popa — Ghiță, hoțul de pe moșia duducăi
- Haralambie Polizu — Grigore, țăran sărac (menționat Polizu Haralambie)
- Alexandru Lungu — țăran sărac
- Ernest Maftei — Pavel, țăran sărac
- Misail Chiriță (menționat Misail Chirita)
- Florin Gheucă (menționat Florin Gheuca)
- Leni Moruzan
- Alexandru Ionescu-Ghibericon (menționat Al. Ghibericon-Ionescu)
- Eugenia Bosînceanu — țărancă săracă (menționată Eugenia Bosinceanu)
- Anghel Grigore
- Gheorghe Buznea
- Constantin Ramadan — țăranul bătrân de la han
- Nicolae Bălănescu (menționat Nicolae Balanescu)
- Matei Alexandru — șeful postului de jandarmi
- Elena Sereda — țărancă căreia i-a murit de foame un copil
- Pepe Georgescu
- Maria Tănase — Floarea, mama lui Tănase (menționată Maria Tanase)
- Nuță Chirlea — Matache, un copil de țărani de vreo 11 ani (menționat Nuța Chirlea)
- Paul Sava — vânzătorul de bricege și mărgele (nemenționat)
- Benedict Dabija — slujitor al boierului (nemenționat)
- Mircea Constantinescu (nemenționat)[1]

## Primire
Filmul a fost vizionat de 2.364.928 de spectatori în cinematografele din România, după cum atestă o situație a numărului de spectatori înregistrat de filmele românești de la data premierei și până la data de 31 decembrie 2014 alcătuită de Centrul Național al Cinematografiei.
Tudor Caranfil - „Viziunii sociologizante a timpului, Daquin îi adaugă o undă de nebunie poetică, suprasolicitând, uneori, exotismul ambianței. Atrage atenția diviziunea sarcinilor creatoare ale producției, care ar fi putut servi drept exemplu structurilor noastre cinematografice: dialoguri: Antoine Tudal: supervisor al dialogurilor românești: Radu Beligan. Și, mai elocvent decat orice dialog, un sfașietor bocet hohotit de Maria Tănase, într-una din rarele ei apariții cinematografice. Filmul a reprezentat o lungă scoală de cinema pentru tineri asistenți de regie și imagine, Gheorghe Vitanidis, Dinu Cocea, Iulius Druckman, Nicolae Girardi.” (Dicționar de filme românești)

## Premii obținute
Filmul a fost nominalizat la premiile Palme d'Or, in cadrul Festivalului de la Cannes, secțiunea Scenariu și dialog în 1958.